# Hadik Béla
Futaki gróf Hadik Béla Mátyás Antal (Homonna, 1822. szeptember 27. – Kassa, 1885. április 19.) magyar nagybirtokos, császári ellentengernagy.

## Élete
A főnemesi gróf futaki Hadik családban született. Apja gróf Hadik Ádám (1784–1852), földbirtokos és gróf Janka Van Dernath (1798–1868) frigyéből származó egyetlen fiúgyermeke. Az apai nagyszülei gróf futaki Hadik János (1755–1833), földbirtokos és gróf Franciska von Breuner (1763–1829) voltak. Az anyai nagyszülei gróf Heinrich von Dernath és grófn Maria Antonia Hoyos voltak.
A tengerészeti kollégium elvégzése után, 1840-ben lépett be a királyi haditengerészet szolgálatába tengerészeti hadapródként. 1847-ben már sorhajózászlós volt, amikor a Velence elleni tengeri zárnál az ellenség elfogta és egy évig fogságban volt. Kiszabadulását követően fokozatosan lépett előre a ranglétrán, 1852-ben már Miksa főherceg altengernagyhoz volt beosztva mint korvett-kapitány. 1860-tól egy éven át a tengerészeti főparancsnokság tanácselnöke volt, e kinevezésével együtt ellentengernaggyá léptették elő. 1861 végén katonai rangjáról önként lemondott, ezt követően haláláig Kassa környékén lévő birtokain gazdálkodott.

## Családja
Bécsben 1860. október 31-én feleségül vette a főnemesi gróf szalai Barkóczy családnak a sarját gróf szalai Barkóczy Ilona (*Kassa, 1833. március 7.–Kassa, 1887. január 24.) kisasszonyt, akinek a szülei gróf szalai Barkóczy János (1798–1872), földbirtokos és gróf tolnai Festetics Antónia (1808–1886) voltak. Barkóczy Ilona grófnő az apjának az egyetlen örököse volt; atyja fiutód nélküli halála után mint királyi kegyként fiúsított (praefectio) hölgy az ősiség törvénye ellenére örökölhette a család hatalmas hitbizományát, amit házassága után is maga kezelt. Hét gyermekük született:
- gróf Hadik Endre János Ferenc Antal (1862–1931), később felvette a Hadik-Barkóczy kettős nevet; neje: Zichy Klára grófnő (1875–1946)
- gróf Hadik János Kelemen Béla (1863–1933), politikus, belügyi államtitkár, titkos tanácsos, kijelölt miniszterelnök; felesége: Zichy Alexandra grófnő (1873–1949)
- gróf Hadik Sándor János Antal (1865–1911)
- gróf Hadik Amália Mária Leopoldina Johanna Jozefa (1866–1941); első férje: Sztáray Vilmos gróf (1858–1892); második férje: Mailáth László gróf (1862–1934)
- gróf Hadik Miksa János Adalbert (1868–1921), diplomata, mexikói magyar nagykövet
- gróf Hadik Béla János Antal (1870–1912), Zemplén vármegye főispánja; neje: Pallavicini Stefánia őrgrófnő (1880–1950)
- gróf Hadik Karolina Franciska Antónia Mária (1873–1933)